# AS PSI
El AS PSI es un equipo de fútbol de Chad que juega en la Primera División de Chad, la primera categoría nacional.

## Historia
Fue fundado en el año 2003 en la capital Yamena un año después de que en Chad fuera implementada la iniciativa Pan Sahel, plan diseñado por Estados Unidos para terminar con el terrorismo en la región del Sahara.
Fue hasta 2019 que el club juega por primera vez en la Primera División de Chad donde terminó en octavo lugar. Cinco años después el club es campeón nacional por primera vez venciendo en la final al Elect-Sport FC por 1-0.
El club debuta a nivel internacional en la Liga de Campeones de la CAF 2024-25 donde es eliminado en la primera ronda por el US Monastir de Túnez.

## Palmarés
- Primera División de Chad: 1

2023
- Torneo Chari Baguirmi: 1

2023/24

## Participación en competiciones de la CAF
| Temporada | Torneo                      | Ronda         | Club        | Casa | Visita | Global |
| --------- | --------------------------- | ------------- | ----------- | ---- | ------ | ------ |
| 2024/25   | Liga de Campeones de la CAF | Primera ronda | US Monastir | 0-1  | 0-2    | 0-3    |